# Віялохвістка білочерева
Віялохвістка білочерева (Rhipidura leucothorax) — вид горобцеподібних птахів родини віялохвісткових (Rhipiduridae).

## Поширення
Вид поширений в Новій Гвінеї. Його природне середовище проживання — субтропічні або тропічні вологі низинні ліси.

## Підвиди
- Rhipidura leucothorax clamosa Diamond 1967 — схід та центр Нової Гвінеї.
- Rhipidura leucothorax episcopalis Ramsay, EP 1878 — схід Нової Гвінеї.
- Rhipidura leucothorax leucothorax Salvadori 1874 — захід, північний центр та південь Нової Гвінеї.